# Ofensiva opoziției din Siria (2024)
La 27 noiembrie 2024, o coaliție de grupuri siriene de opoziție denumită Comandamentul Operațiunilor Militare (anterior Al-Fatah al-Mubin) condusă de Hay'at Tahrir al-Sham (HTS) și de grupuri aliate susținute de Turcia din Armata Națională Siriană (ANS) au lansat o ofensivă împotriva forțelor proguvernamentale ale Armatei Arabe Siriene (AAS) (susținute de Iran, Rusia și Hezbollah) în guvernoratele Idlib, Alep și Hama în Siria.
Având numele de cod Descurajarea agresiunii dat de HTS și declarată ca fiind lansată ca răzbunare pentru bombardarea sporită a civililor de AAS în zona rurală din vestul Alepului, este prima ofensivă militară lansată de forțele de opoziție după încetarea focului de la Idlib din martie 2020.

## Cronologie
La 27 noiembrie 2024, Comandamentul Operațiunilor Militare (anterior Al-Fatah al-Mubin) și grupuri aliate susținute de Turcia din Armata Națională Siriană (ANS) au lansat o ofensivă împotriva forțelor proguvernamentale ale Armatei Arabe Siriene (AAS) în guvernoratele Idlib, Alep și Hama în Siria, cucerind unsprezece orașe și sate.
La 28 noiembrie 2024, peste 130 de soldați ai armatei siriene sunt uciși și alți zeci sunt capturați în timp ce forțele rebele conduse de Tahrir al-Sham avansează la o rază de 10 kilometri de Alep. Forțele rebele au închis autostrada strategică M5 care leagă Alep de Damasc și, de asemenea, captează districtul Khan al-Asal de lângă Alep. Un brigadier din Corpul Gărzii Revoluționare Islamice a fost ucis într-un schimb de focuri în Alep. Avioane de război rusești și siriene lovesc poziții deținute de rebeli în Guvernoratul Idlib. Separat, cel puțin 17 persoane sunt ucise în atacuri aeriene asupra orașelor Atarib și Darat Izza din Guvernoratul Alep.
La 29 noiembrie 2024, HTS și Forțele Democratice Siriene (FDS) au intrat în Alep și au capturat cea mai mare parte a orașului, pe fondul prăbușirii forțelor proguvernamentale. A doua zi, forțele de opoziție au făcut progrese rapide, cucerind zeci de orașe și sate pe măsură ce forțele pro-guvernamentale s-au dezintegrat și au înaintat către Hama în centrul Siriei,, care a fost capturat ulterior pe 5 decembrie. Până la 6 decembrie, FDS a capturat Deir ez-Zor într-o ofensivă la est de Eufrat, iar Camera de Operațiuni în sud și Brigada Al-Jabal au capturat Daraa și Suwayda într-o ofensivă în sud, în timp ce HTS a avansat spre Homs.
La 30 noiembrie 2024, forțele proguvernamentale închid Aeroportul Internațional Aleppo și drumurile din Alep, în timp ce rebelii continuă să avanseze în oraș. Aeroportul este mai târziu capturat de rebeli. Rebelii captează Cetatea din Alep și Universitatea din Alep în timp ce continuă să avanseze în tot orașul. Tancurile rebele ajung în piața principală Saadallah al-Jabiri din centrul orașului, iar Observatorul Sirian pentru Drepturile Omului raportează că majoritatea orașului este acum sub controlul forțelor rebele. Armata siriană anunță o retragere totală din Alep, recunoscând oficial căderea orașului în mâinile forțelor rebele, spunând că trupele sale se vor regrupa și vor lansa o contraofensivă pentru a relua orașul. Un atac aerian rusesc a lovit un sens giratoriu aglomerat din oraș, ucigând cel puțin 16 persoane și rănind alte 20. Este pentru prima dată când avioanele de război rusești au vizat orașul din 2016. O coaliție rebelă siriană declară controlul deplin al Guvernoratului Idlib după ce a capturat orașele Maarrat al-Numan și Khan Shaykhun. Forțele rebele conduse de Tahrir al-Sham au capturat baza aeriană Abu al-Duhur din Guvernoratul Idlib, în urma retragerii forțelor armate siriene. Armata Națională Siriană, susținută de Turcia, lansează o ofensivă numită Operațiunea Zorii Libertății în nordul Guvernoratului Alep, cucerind orașul Tadef. Forțele Democratice Siriene (SDF) conduse de kurzi preiau controlul asupra orașelor cu majoritate șiită Nubbul și Al-Zahraa, după ce forțele guvernamentale siriene se retrag din orașe. Rebelii anunță o nouă ofensivă în Guvernoratul Hama prin care au capturat Morek, Kafr Zita, Qalaat al-Madiq și Al-Lataminah. Forțele rebele avansează pe o rază de 20 de kilometri de capitala regională Hama, cu ciocniri grele în desfășurare pe autostrada M5. Forțele pro-guvernamentale se retrag din oraș și din baza aeriană Hama către Guvernoratul Homs. Forțele SDF se ciocnesc cu armata națională siriană susținută de Turcia, lângă Tell Abyad, Guvernoratul Ar-Raqqa și în districtul Manbij, Guvernoratul Alep, în timp ce forțele proguvernamentale se retrag din regiune, lăsând un vid de putere.
La 7 decembrie, rebelii s-ar afla la 20 de kilometri de capitala Damasc, după ce au ocupat Guvernoratul Daraa, în sudul Siriei. Egiptul și Iordania i-au cerut lui Bashar al-Assad să părăsească țara.
La 8 decembrie 2024, comandamentul Armatei Siriene a notificat ofițerii că regimul autoritar de 24 de ani al președintelui Bashar al-Assad a luat sfârșit. Rebelii au intrat în Damasc fără a întâmpina desfășurări militare.
În decembrie 2024, forțele ruse se retrag în urma ofensivei forțelor de opoziție siriene.

## Pierderi
Observatorul Sirian pentru Drepturile Omului a raportat că 302 membri Hayat Tahrir al-Sham au fost uciși, precum și 59 de rebeli din facțiunile aliate.
Pierderile forțelor guvernamentale s-au ridicat la 242 de persoane.
Presa de stat iraniană a raportat că generalul de brigadă Kiomars (Hashem) Pourhashemi, consilier militar superior în Siria, a fost ucis de rebelii din Alep.
Rebelii sirieni ar fi distrus un grup de forțe speciale ruse de elită într-o ambuscadă.

## Reacții

### Siria
Armata guvernamentală siriană a descris ofensiva drept un „atac terorist uriaș și la scară largă” în care „un număr mare de teroriști care foloseau arme medii și grele” au atacat sate, orașe și ținte militare.
Maj al-Assad, un politician și comandant șef al Gărzii Republicane și al Diviziei a 4-a Mecanizate a AAS, a declarat pe rețelele de socializare că „armata nu va permite căderea Alepului”. Într-un apel telefonic cu președintele iranian Masoud Pezeshkian, președintele Bashar al-Assad a spus că ofensiva are ca scop „împărțirea regiunii și fragmentarea țării și redesenarea hărții în conformitate cu obiectivele Statelor Unite și ale Occidentului”.

### Opoziția siriană
Hassan Abdelghani, un purtător de cuvânt al coaliției rebele siriene, a declarat că operațiunea vizează forțele lui Assad și milițiile iraniene, pe care le-a acuzat că au adus „distrugere, moarte și ucidere în regiune” și că „exploatează populațiile arabe și musulmane” pentru a-și pune în aplicare „planurile subversive” sub „fața rezistenței”.

### Iran
Purtătorul de cuvânt al Ministerului de Externe, Ismail Baghai, a declarat că ofensiva mortală este „parte a planului regimului diabolic [al Israelului] și al Statelor Unite” și a cerut „acțiuni decisive și coordonate pentru a preveni răspândirea terorismului în regiune”.

### Rusia
Purtătorul de cuvânt prezidențial Dmitri Peskov a declarat că atacul asupra trupelor siriene este o încălcare a suveranității siriene, iar Rusia sprijină pe deplin guvernul sirian.

### Ucraina
Ucraina a emis o declarație în care a învinuit Rusia și Iranul, precum și acțiunile guvernului Assad de a refuza dialogul intern care au dus la destabilizarea Siriei. Ucraina a negat, de asemenea, acuzațiile Rusiei că îi sprijină pe rebeli.

### Turcia
Ministerul turc al Apărării monitorizează îndeaproape situația din Siria, unde forțele antiguvernamentale au lansat atacuri la scară largă în direcția provinciei Alep.

### China
Purtătorul de cuvânt al Ministerului de Externe Lin Jian a declarat că „China este profund îngrijorată de situația din nord-vestul Siriei și sprijină eforturile guvernului de a menține securitatea națională”. Reprezentantul a adăugat că China, ca țară prietenoasă cu Siria, este pregătită să depună mai multe eforturi pentru a stabiliza în continuare situația din țară.

### Hezbollah
După capturarea orașului Hama, secretarul general Naim Qassem a promis că Hezbollah se va alătura Siriei în lupta împotriva acestei agresiuni, despre care a spus că este sponsorizată de Statele Unite și Israel.

## Analiză
Hezbollah, care a fost principalul aliat al guvernului sirian în timpul războiului civil, a fost grav slăbit în timpul războiului cu Israelul. Uciderea lui Hassan Nasrallah și a multora dintre liderii săi militari, împreună cu întoarcerea luptătorilor Hezbollah din Siria și reinstalarea în Liban, au creat un vid imens de putere. Cu armata rusă concentrată asupra invaziei Ucrainei și Iranul sub o presiune semnificativă, a apărut o oportunitate pentru grupurile rebele de a lansa un atac.
Nicholas A. Heras, analist la Institutul New Lines de Strategie și Politică, a spus că rebelii încercau să prevină atacul guvernului sirian, bazat pe lovituri aeriene ruse și siriene asupra zonelor rebele. El mai consideră că prezența grupurilor susținute de Turcia în acest atac este un avertisment al Turciei către Rusia și Guvernul Siriei pentru a evita orice agresiune în regiune.